# Nawiedzenie Marii z Sankt Katharinental
Nawiedzenie Marii z Katharinenthal – gotycka kompozycja rzeźbiarska, składająca się z dwóch pełnoplastycznych wizerunków Marii i świętej Elżbiety. Tematem, tej kompozycji wykonanej około 1310 roku, na terenie Górnej Nadrenii jest wspomniane w Biblii Nawiedzenia. Pierwotnie dzieło znajdowało się w klasztorze dominikanek Sankt Katharinenthal koło Diessenhofen w szwajcarskiej Turgowii. Od schyłku XIX stulecia dzieło znajdowało się w kolekcji Johna Pierpont Morgana, który ofiarował je do nowojorskiego Metropolitan Museum of Art. Obecnie Nawiedzenie Marii z Sankt Katharinenthal znajduje się w ekspozycji sztuki średniowiecznej w gmachu głównym.
Nawiedzenie Marii z Sankt Katharinenthal obrazuje spotkanie Matki Bożej z jej ciotką, świętą Elżbietą. Obie są brzemienne, oczekują narodzin Jezusa i Jana Chrzciciela, których niewielkie figurki mieściły się niegdyś wewnątrz rzeźb, na wysokości łona. Zachowały się natomiast wykonane z kryształu górskiego pokrywy. Obie postaci są niemalże bliźniaczo podobne, przy czym postać Marii została wyróżniona diademem ozdobionym motywem stylizowanej, pięciopłatkowej róży.
Na wysokości ramion świętej Elżbiety widnieje inskrypcja: VNDE HOC MICHI VI VENIAT MAT(ER) – „A skądże mi to, że Matka mojego Pana przychodzi do mnie?” (Łk 1,43)
Nawiedzenie Marii z Sankt Katharinenthal należy do dzieł zarówno o charakterze dewocyjnym jak mistycznym. Jest to autonomiczna, wyłączona z kontekstu kompozycja rzeźbiarska, w której istotą nie jest same odwiedziny Elżbiety przez Marię, lecz ładunek uczuć zawartych w tym dziele. Artysta miał na celu zobrazowanie w sposób jak najbardziej czuły gest pozdrowienia, zobrazować miłość (Minne) do Marii, a także włączyć w ten wątek odbiorcę, w tym przypadku siostry dominikanki. W kontekście mistyki maryjnej celem zakonnic było upodobnienie się do Marii, a scena Nawiedzenia miała na celu wczuwania się w osobę czy to Marii czy Elżbiety, co stanowiło ważny element mistycznej kontemplacji zakonnic, sprzyjającej duchowej metamorfozie.
Klasztor Dominikanek Sankt Katharinenthal, był ważnym ośrodkiem kultu o charakterze mistycznym. Na początku XIV stulecia, klasztor ten wraz z należącym do kompleksu kościołem otrzymał bogaty wystrój, w tym cztery ołtarze, z których wiadomo jeden był poświęcony świętemu Janowi Ewangeliście, gdzie najprawdopodobniej usytuowano dewocyjne przedstawienie tegoż świętego spoczywającego na piersi Chrystusa (najprawdopodobniej identyfikowane z dziełem w antwerpskim Museum Mayer van den Bergh), ponadto kilka krucyfiksów, figur Madonn, wizerunek Marii in puerperio oraz Nawiedzenie Marii. Ten wyłączony z przestrzeni liturgicznej duży zespół przedstawień dewocyjnych służył do mistycznej modlitwy i medytacji, niezależnie od liturgicznego harmonogramu.